# Fuentelcésped
Fuentelcésped ist ein Ort und eine Gemeinde (municipio) mit 275 Einwohnern (Stand: 2024) im Zentrum der Provinz Burgos in der Autonomen Gemeinschaft Kastilien und León. Fuentelcésped liegt in der Comarca und der Weinbauregion Ribera del Duero. 

## Lage und Klima
Die Gemeinde Fuentelcésped liegt etwa 90 Kilometer südlich der Provinzhauptstadt Burgos in einer Höhe von ca. 890 m. Das Klima ist gemäßigt bis warm; Regen (ca. 530 mm/Jahr) fällt übers Jahr verteilt.

## Bevölkerungsentwicklung
| Jahr      | 1950 | 1970 | 1981 | 1991 | 2001 | 2011 | 2021 |
| Einwohner | 772  | 478  | 341  | 236  | 185  | 219  | 257  |

## Sehenswürdigkeiten
- Michaeliskirche (Iglesia de San Miguel Árcangel)
- Einsiedelei Unserer Lieben Frau von Nava (Ermita de Nuestra Señora de Nava)
- Einsiedelei der Heiligen Barbara (Ermita de Santa Barbara)
- Rathaus

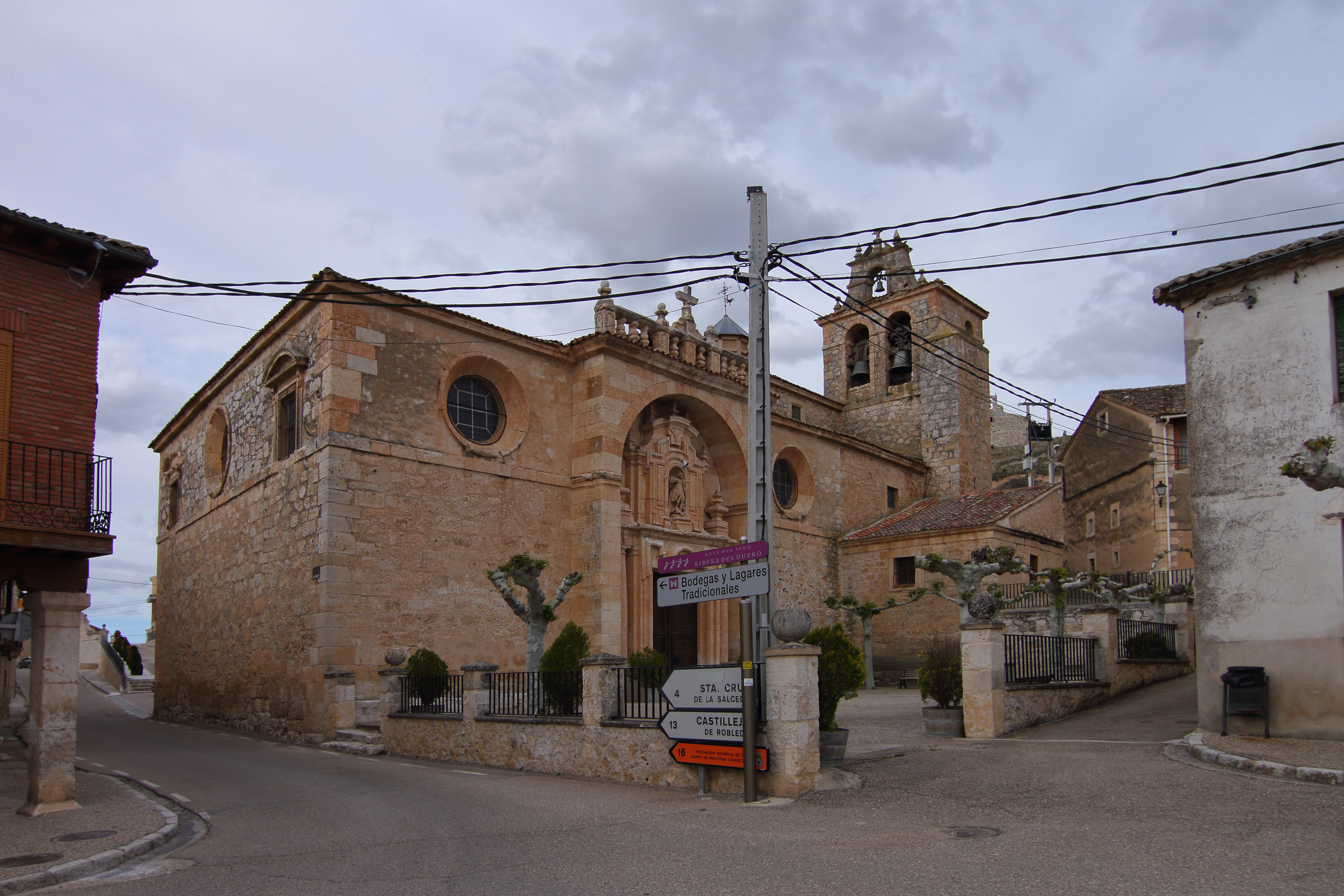
Michaeliskirche
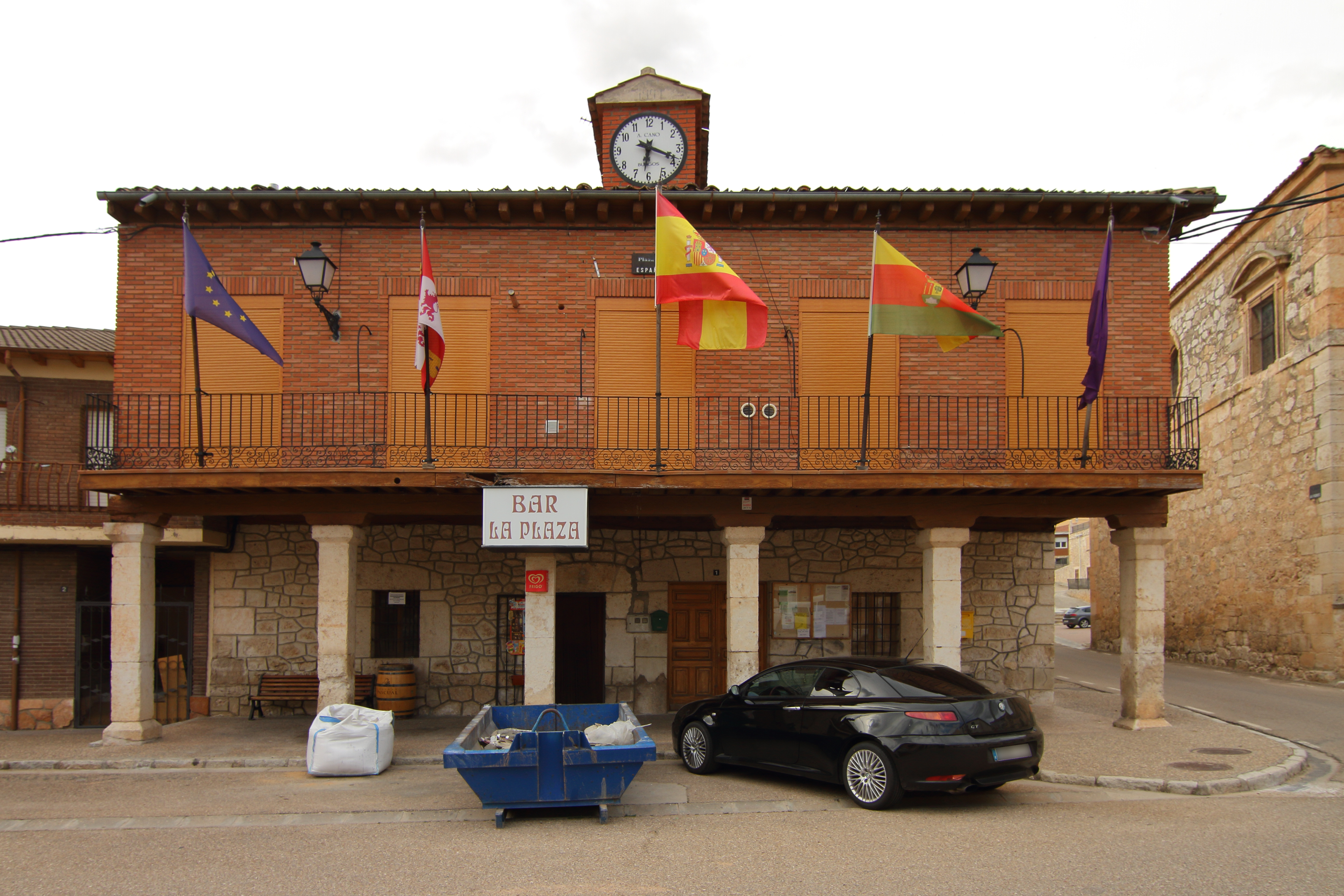
Rathaus